# 錦湖韓亞集團

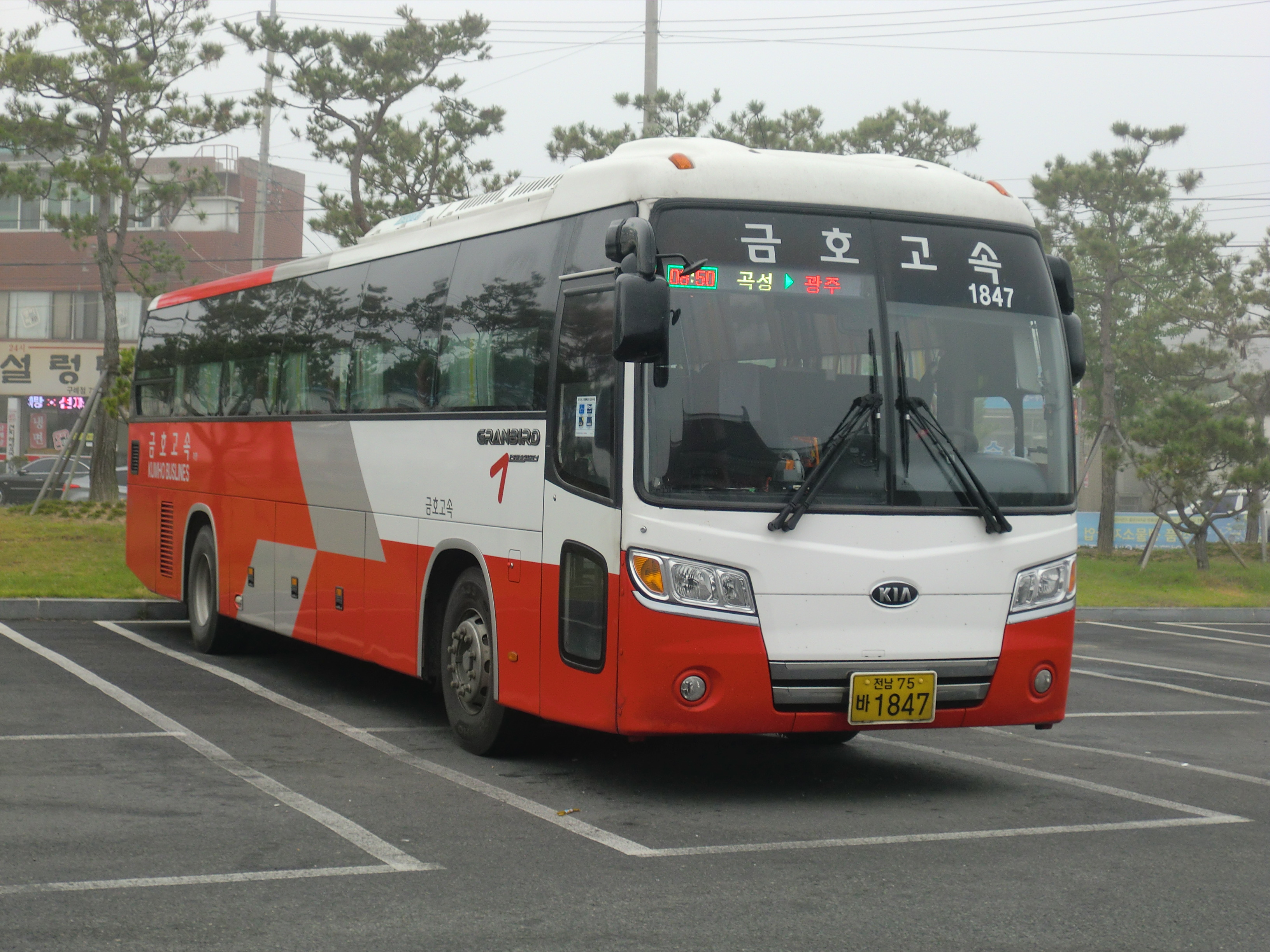
錦湖韓亞的巴士

錦湖韓亞集團（英語：Kumho Asiana Group，：／）是一間旗下擁有機械、重工業、壽險、銀行、化學、航空運輸業務的韩国财阀。該集團總部位於首爾特別市鐘路區的韓亞城。現任集團會長是朴三求。
集團因經營不善，內部紀律不佳，旗下最大公司韓亞航空財務報表被普华永道 (Samil PricewaterhouseCoopers) 提出「保留意見」，於2019年4月15日，宣布將出售所有韓亞航空持股。錦湖石油化學於2015年，從錦湖韓亞集團中脫離。

## 旗下事業
- 韓亞航空（已出售）
- 釜山航空
- 韓亞機場服務公司
- 韓亞阿巴卡斯軟體
- 韓亞資訊科技
- 韓亞保險
- 韓亞銀行（已脫離）
- 錦湖美術博物館
- 錦湖館
- 錦湖韓亞文化財團
- 錦湖建設
- 錦湖客運
- 錦湖渡假村
- 錦湖輪胎（已出售）
- 錦湖貿易
- 首爾轉運站
- 关于媒体

## 外部連結
- 금호아시아나그룹 웹사이트 （页面存档备份，存于）